# Titan(III)-chlorid
Titan(III)-chlorid ist eine sauerstoffempfindliche chemische Verbindung aus der Gruppe der Chloride. 

## Gewinnung und Darstellung
Titan(III)-chlorid entsteht bei der Reduktion von Titan(IV)-chlorid zum Beispiel mit Titan oder Antimon und bei der Reaktion von Titan mit heißer Salzsäure.
{\displaystyle \mathrm {3\ TiCl_{4}+Ti\longrightarrow 4\ TiCl_{3}} }
{\displaystyle \mathrm {3\ TiCl_{4}+Sb\longrightarrow 3\ TiCl_{3}+SbCl_{3}} }
Zur Darstellung von α-Titantrichlorid wird Titantetrachlorid-Dampf gemeinsam mit viel Wasserstoff in ein auf 500 °C erhitztes Rohr geleitet, wobei sich dieses als violettes Pulver bildet.
In inerten, organischen Medien bildet Titantetrachlorid mit Aluminiumalkylen braunes, kristallines β-Titantrichlorid.

## Eigenschaften

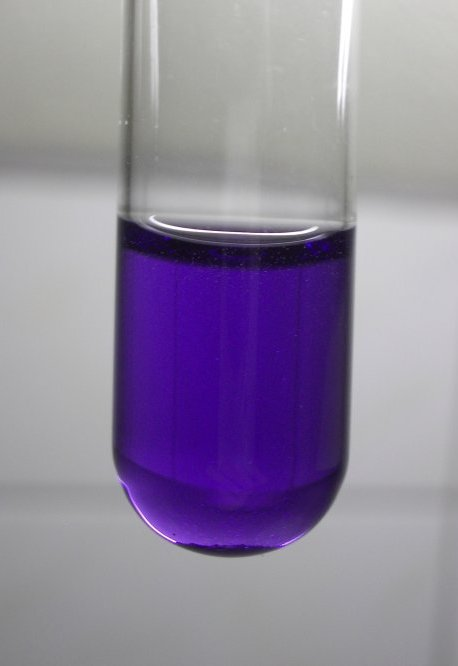
Titan(III)-chlorid-Lösung

Titan(III)-chlorid kommt in vier verschiedenen Kristallstrukturen vor.
α-Titantrichlorid liegt in Bismuttriiodid-Schichtstruktur vor. Bei Temperaturen über 475 °C disproportioniert es in Titantetrachlorid und Titandichlorid.
β-Titantrichlorid liegt in Zirconiumtriiodid-Struktur vor. Ohne Lösemittel wandelt es sich bei über 250–300 °C, in inerten Lösemitteln bei 40–80 °C in α-Titantrichlorid um.
Wie alle Titantrihalogenide außer Titantrifluorid weist Titantrichlorid aufgrund der antiferromagnetischen Titan-Titan-Wechselwirkungen nur einen geringen Paramagnetismus auf. Die Néel-Temperatur liegt bei 180 °C.
Mit Wasser bilden sich unter Sauerstoffausschluss unbeständige Hydrate, das grüne Tetrahydrat ([Ti(H2O)4Cl2]Cl) bzw. das violette Hexahydrat ([Ti(H2O)6]Cl3).
Die Standardbildungsenthalpie {\displaystyle \Delta _{f}H_{s}^{0}} beträgt −721 kJ/mol, die Gibbs-Energie {\displaystyle \Delta _{f}G_{s}^{0}} beträgt −654 kJ/mol, die Standardentropie {\displaystyle S_{s}^{0}} 140 J/(mol·K) und die Wärmekapazität {\displaystyle C_{p,s}^{0}} 97 J/(mol·K).

## Verwendung
Titan(III)-chlorid wird als vielseitiges Reduktionsmittel, Ziegler-Natta-Katalysator und als Zusatzstoff in Bleichmitteln für Textilien verwendet.
In der Titanometrie werden Titantrichlorid-Lösungen als kräftige Reduktionsmittel zur Bestimmung von Eisen(III)-Ionen, Chromaten, Chloraten und Perchloraten verwendet.
In Prüfröhrchen wird Titantrichlorid zum Nachweis von Sauerstoff verwendet.

## Sicherheitshinweise
Titan(III)-chlorid ist selbstentzündlich und wirkt ätzend. Es reagiert heftig mit Oxidationsmitteln und bei Kontakt mit Wasser.